# Luis Pizarro
Luis Pizarro Medina, né le 13 décembre 1947 à Alcalá de los Gazules, dans la province de Cadix, est un homme politique espagnol d'Andalousie, membre du Parti socialiste ouvrier espagnol (PSOE).

## Biographie
Marié et père de deux fils, il est administrateur de société.
En 1975, à l'âge de 28 ans, il crée et occupe pendant trois ans la présidence de l'Association des voisins de Loreto, l'une des premières association de quartier de la ville de Cadix.

## Vie politique
Il adhère au Parti socialiste ouvrier espagnol en 1973, puis est élu conseiller municipal de Cadix lors des premières élections municipales depuis la fin du franquisme, le 3 avril 1979. Il devient alors adjoint au maire et conseiller aux Travaux publics et aux Services.
Quatre ans plus tard, le 8 mai 1983, il est réélu et nommé premier adjoint au maire et porte-parole du groupe municipal du PSOE. Il démissionne trois ans plus tard, à la suite de son élection comme député de la province de Cadix au Parlement d'Andalousie le 22 juin 1986.
Le 30 juillet suivant, il est désigné sénateur par l'assemblée régionale.
Reconduit lors des élections régionales du 23 juin 1990, il conserve son siège au Sénat le 30 juillet suivant. Il sera systématiquement reconduit dans ces deux fonctions aux élections de 1994, 1996, 2000, 2004 et 2008.
Au cours de la VIIe législature du Parlement d'Andalousie (2004-2008), il fait partie du groupe de travail sur la réforme du statut d'autonomie régional.
Le 23 avril 2009, près de deux semaines après la démission de Manuel Chaves, président de la Junte d'Andalousie et juste après la prise de fonction de son successeur, José Antonio Griñán, Luis Pizarro est nommé conseiller à l'Intérieur (Consejero de Gobernación) du gouvernement régional andalou.
Par ailleurs, il a été secrétaire à l'Organisation et à la Coordination du Parti socialiste ouvrier espagnol d'Andalousie (PSOE-A) de 1994 à 2008, avant d'être nommé vice-secrétaire général régional le 14 juillet 2008.